# Тигр и снег
«Тигр и снег» (итал. La Tigre e la neve) — сентиментальная драма, мелодрама, комедия итальянского режиссёра Роберто Бениньи. В прокат фильм вышел 14 октября 2005 года (в Европе).
Премьера в РФ — 2 марта 2006 года. Иногда название переводят как «Тигр и снегопад».

## Сюжет
По-итальянски яркая и шумная комедия, полная феерического юмора и лирической поэзии, безумного комизма войны и извечного трагизма бытия, смертельно опасных приключений и любви, расцветшей в самом неподходящем месте — центре военных действий на Ближнем Востоке.
В свой новый фильм Бениньи пригласил певца Тома Уэйтса и актера Жана Рено. В главных ролях режиссёр снял себя и свою жену Николетту Браски. Герой картины, преподаватель литературы и поэзии Аттилио ди Джованни,  боготворит свою музу, Викторию, которая каждую ночь приходит к нему в сновидениях. И вот однажды он встречает Викторию в реальной жизни. Аттилио счастлив!
Он делает буквально всё, чтобы покорить сердце красавицы, но безуспешно. Муза во плоти горда и неприступна. Вскоре Виктория улетает в Багдад (действия происходят накануне вторжения в Ирак американских войск) вместе с иракским поэтом Фуадом, о котором она пишет книгу. Там она получает серьёзное ранение, и Аттильо не задумываясь, отправляется к своей возлюбленной в надежде спасти её жизнь, невзирая на незнание языка и многочисленные сложности и условности международной политики…

В связи с беспрецедентным размахом премьеры Бениньи пошутил: 
«Этот фильм окажется во всех кинотеатрах Италии без исключения. Мы даже с пиратами договорились и заключили пиратскую сделку».

## В ролях
| Актёр              | Роль                 |
| ------------------ | -------------------- |
| Роберто Бениньи    | Аттилио де Джиованни |
| Николетта Браски   | Виттория             |
| Жан Рено           | Фуад                 |
| Том Уэйтс          | камео                |
| Эмилия Фокс        | Нэнси Браунинг       |
| Джанфранко Варетто | адвокат Скуотиланчия |
| Джузеппе Баттистон | Эрманно              |
| Лючиа Поли         | синьора Серао        |
| Хиара Пирри        | Эмилия               |
| Анна Пирри         | Роза                 |
| Андреа Ренци       | доктор Гваццелли     |
| Абделхафид Металзи | доктор Салман        |
| Амид Фарид         | Аль Джумейл          |

## Съёмочная группа
- Режиссёр: Роберто Бениньи
- Сценаристы: Винченцо Черами, Роберто Бениньи
- Продюсеры: Джанлуиджи Браски, Николетта Браски, Эльда Ферри, Ридха Турки
- Оператор: Фабио Чьянчетти (Fabio Cianchetti)
- Композитор: Никола Пьовани
- Монтаж: Массимо Фиоччи (Massimo Fiocchi)
- Художник-постановщик: Маурицио Сабатини (Maurizio Sabatini)
- Художник по костюмам: Луиза Стьернсвард (Louise Stjernsward)

Производство «Melampo Cinematografica», «Post Media».
В России фильм в прокат выпустила компания «Парадиз» 2 марта 2006 г.

## Награды и номинации

### Премии
- 2006 — Серебряная лента Итальянского национального синдиката киножурналистов за лучший сценарий (Migliore Soggetto) — Роберто Бениньи и Винченцо Черами;

 — Специальная Серебряная лента — Никола Пьовани за музыку к фильму.
- 2006 — Премия Golden Trailer за лучший иностранный трейлер романтической (сентиментальной) драмы.

### Номинации
- 2006 — на премию Давида Донателло (David di Donatello Award):

 — за лучшее исполнение песни (Migliore Canzone Originale) — Тома Уэйтса и Кэтлин Бреннан (песня «You Can Never Hold Back Spring»);
 — за лучшие спецэффекты (Migliori Effetti Speciali Visivi).
- 2006 — на Серебряную ленту Итальянского национального синдиката киножурналистов:

 — Роберто Бениньи как лучшего актёра (Migliore Attore Protagonista);
 — Бруно Пуппаро — за лучший звук (Migliore Presa Diretta).